# Guaiule
Guaiule o Guayule (Parthenium argentatum) és una espècie de planta arbustiva que produeix una goma alternativa al cautxú especialment pel fet de no produir l'al·lèrgia al làtex. És nativa del sud dels Estats Units i de Mèxic. La paraula "guaiule" deriva de l'idioma nàhuatl: ulli/olli, "goma".
És una planta que produeix terpè natural cosa que la fa resistent als insectes.
De forma natural creix en zones semiàrides i s'adapta al clima mediterrani, per exemple a Montpeller on s'han fet conreus experimentals.